# Beyeria cyanescens
Beyeria cyanescens är en törelväxtart som först beskrevs av Johannes Müller Argoviensis, och fick sitt nu gällande namn av George Bentham. Beyeria cyanescens ingår i släktet Beyeria och familjen törelväxter. Inga underarter finns listade i Catalogue of Life.